# ハウステンボス宮殿

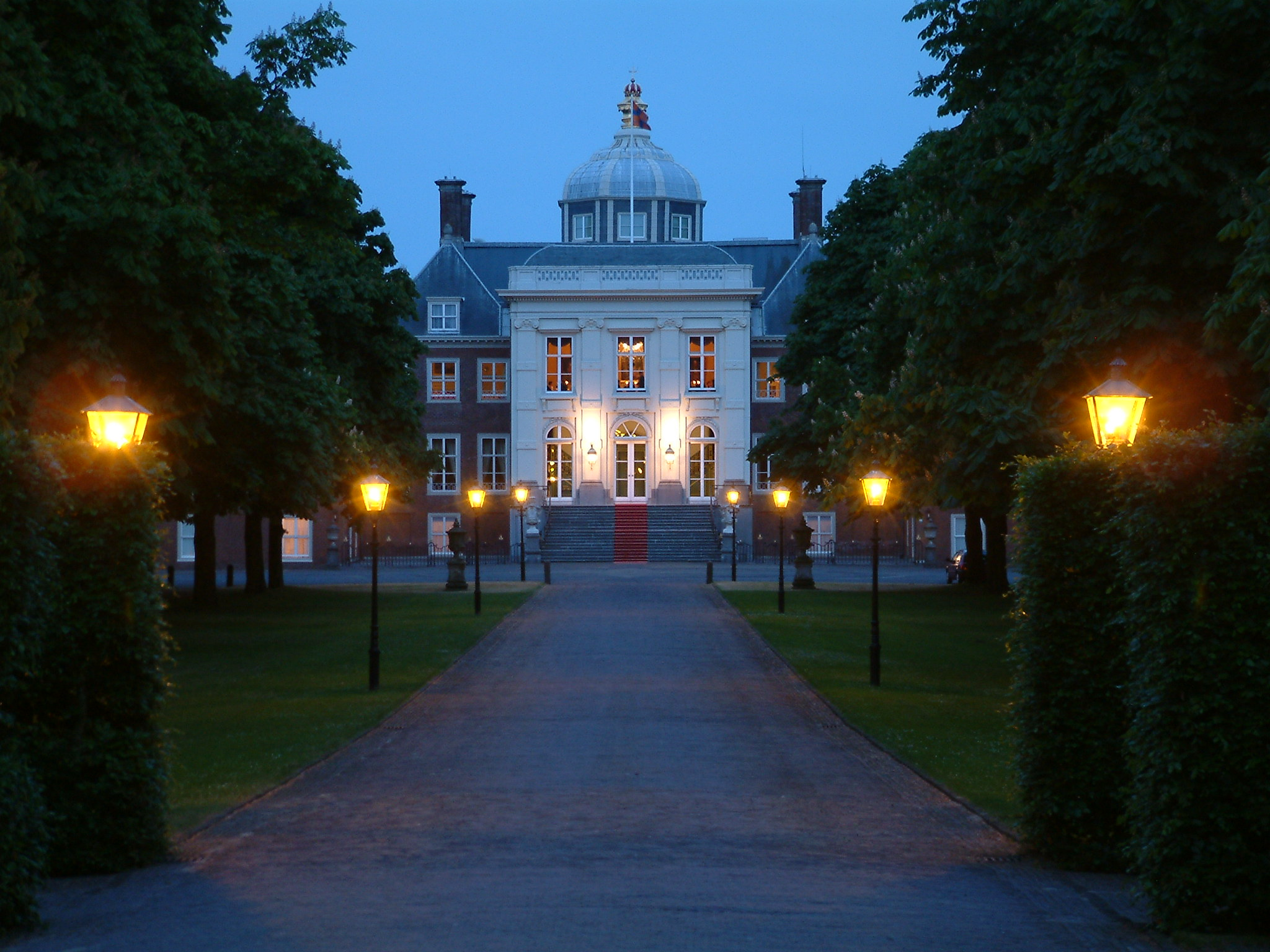
ハウステンボス宮殿

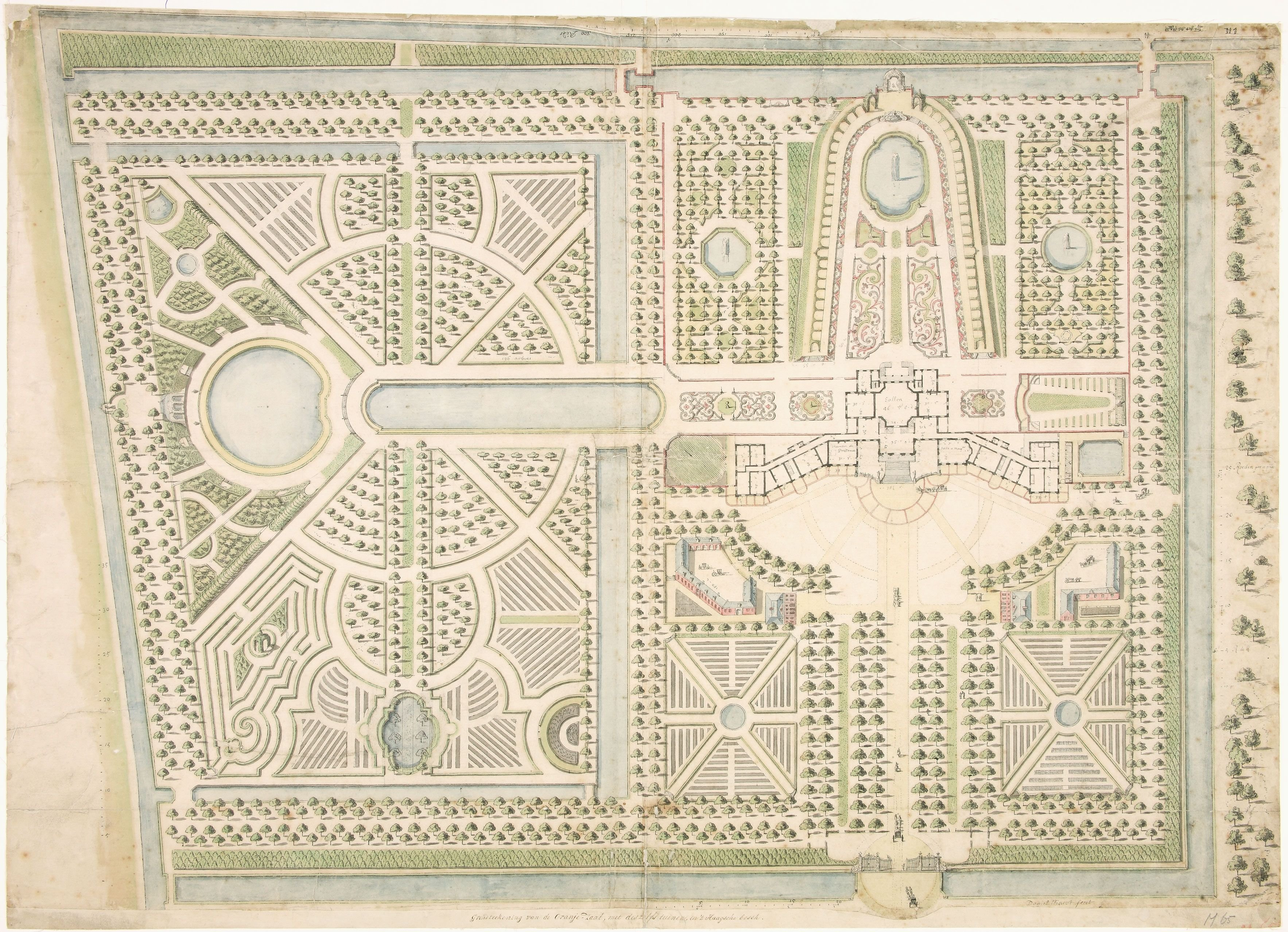
ダニエル・マロ（:nl:Daniël Marot）によるハウステンボス宮殿の庭園デザイン

ハウステンボス宮殿（ハウステンボスきゅうでん）またはハイステンボス宮殿（オランダ語：Paleis Huis ten Bosch、発音: [paːˈlɛis ˌɦœys tɛm ˈbɔs]）は、オランダ王室所有の4つの宮殿のひとつでオランダのデン・ハーグ市内にある。2019年から現オランダ国王ウィレム=アレクサンダー一家が居所としている。1981年から2014年までは前女王ベアトリクスが居所としていた。宮殿名の意味は「森の家」。

## 歴史
1645年、三十年戦争の最中オランダに亡命していたプファルツ選帝侯妃エリザベス・ステュアートにより建設が始められた。設計者はオランダの建築家ヤコブ・ヴァン・カンペン（nl:Jacob van Campen）。完成後、オランダ総督オラニエ＝ナッサウ家の夏の別荘となる。1805年から1807年まではホラント王ルイ・ボナパルトの居所となったこともあった。1815年にオランダ王国が成立すると、初代国王ウィレム1世はハウステンボス宮殿を公邸に定め、以後オランダ王室の宮殿となる。第二次世界大戦でオランダがドイツ軍に占領された際も被災をかろうじて免れ、戦後1951年から1956年にかけて修復されて再び王室の居所とされた。

## 日本との関係
長崎県佐世保市にオランダやヨーロッパの街並みを再現して作られたテーマパーク、「ハウステンボス」がある。ここには宮殿外観を忠実に再現した「パレスハウステンボス」という建物があり、内部は美術館となっている。
ちなみにオランダ語のHuis Ten Boschの発音は日本語では正確に発音を再現することが困難であり、「ハイステンボス」とも表記される場合がある。

## 庭園
1733年からの改築時に後期ルネサンス様式の後庭の造成が計画されたが、財政事情その他から実現しないままに終わった。ちなみに、ハウステンボスではこの幻の庭園も再現されている。